# 3850 Пельтьє
3850 Пельтьє (3850 Peltier) — астероїд головного поясу, відкритий 7 жовтня 1986 року.
Тіссеранів параметр щодо Юпітера — 3,616.